# Acrocephalus griseldis
El  carricero de Basora (Acrocephalus griseldis) es una especie de ave paseriforme de la familia Acrocephalidae que vive en Oriente próximo y África. Cría en Oriente próximo, en el este de Irak y oeste de Irán, y algunos registros en Israel. Se confunde fácilmente con el carricero tordal pero es un poco menor, tiene sus partes inferiores más claras y su pico es más estrecho y puntiagudo. Inverna en el África oriental. Es un divagante muy raro en Europa. La llamada es un brusco chaar, más profundo que un curruca roja. 
Se encuentra en zonas de vegetación acuática en o alrededor de aguas poco profundas, dulces o salobres, quietas o que fluyen, principalmente en densos cañaverales y lechos de papiros. Al migrar, en su hábitat de invernada se encuentra en zonas de arbustos y matorrales.
En 2007 se descubrió que la especie criaba en el norte de Israel.
En 2012 volvieron a ser vistas en Israel.